# 森秧雞
森秧雞（學名：Gallirallus sylvestris），又名豪島秧雞或羅德哈威秧雞，是澳洲豪勳爵島特有的一種不能飛的鳥。牠們細小及呈橄欖褐色，尾巴短小，喙向下彎。牠們棲息在亞熱帶森林，主要吃蚯蚓、甲殼類、果實、海鷗及海燕的蛋。
森秧雞是一夫一妻制的，很多時也是成雙成對的出沒。牠們是地盤性的，約佔地3公頃，且會在森林的下木中調查一些不尋常的聲響。當雛鳥長大後就會被趕出地盤，故此牠們的數量因分佈地的限制而受到影響。

## 衰落及保育
自1788年發現森秧雞後，一共再發現了15種鳥類。由於不能飛、好奇及從未被獵殺，牠們很快就成為當地人口或來訪水手的食物。後來這15種鳥類中有9種滅絕。森秧雞的數量一直下降到1970年代，當時發現只餘下30隻森秧雞在豪勳爵島上兩座山上。
森秧雞的衰落主因是與野生豬的入侵有關。於1980年展開了保育計劃，消除了野生豬及如山羊等其他破壞性的動物，加上飼養來增加牠們的數量。其數量已回升至250隻，是島內最理想的數量。

## 外部連結
- BirdLife Species Factsheet （页面存档备份，存于）
- 澳洲博物館 （页面存档备份，存于）